# Theope leucanthe
Theope leucanthe är en fjärilsart som beskrevs av Bates 1868. Theope leucanthe ingår i släktet Theope och familjen Riodinidae. Inga underarter finns listade i Catalogue of Life.